# 라게르 다항식

라게르 다항식의 그래프

수학에서 라게르 다항식(Laguerre多項式, 영어: Laguerre polynomial)은 직교 관계를 만족시키는 일련의 다항식들이다. 양자역학 등에서 등장한다.

## 정의
라게르 다항식 {\displaystyle L_{n}}은 다음과 같은 로드리게스 공식(영어: Rodrigues formula)으로 정의된다.
{\displaystyle L_{n}(x)={\frac {1}{n!}}\exp(x){\frac {d^{n}}{dx^{n}}}\exp(-x)x^{n}}
물리학에서는 {\displaystyle 1/n!} 인자를 생략하고 정의하는 경우도 있다.

## 표
라게르 다항식의 값들은 다음과 같다. (OEIS의 수열 A021010)
| n | n!Ln(x)                                                                             |
| - | ----------------------------------------------------------------------------------- |
| 0 | {\displaystyle 1}                                                                   |
| 1 | {\displaystyle -x+1}                                                                |
| 2 | {\displaystyle {1 \over 2}(x^{2}-4x+2)}                                             |
| 3 | {\displaystyle {1 \over 6}(-x^{3}+9x^{2}-18x+6)}                                    |
| 4 | {\displaystyle {1 \over 24}(x^{4}-16x^{3}+72x^{2}-96x+24)}                          |
| 5 | {\displaystyle {1 \over 120}(-x^{5}+25x^{4}-200x^{3}+600x^{2}-600x+120)}            |
| 6 | {\displaystyle {1 \over 720}(x^{6}-36x^{5}+450x^{4}-2400x^{3}+5400x^{2}-4320x+720)} |

## 성질

### 직교성
라게르 다항식들은 다음과 같은 직교 관계를 만족시킨다.
{\displaystyle \int _{0}^{\infty }L_{m}(x)L_{n}(x)e^{-x}=\delta _{mn}}
여기서 {\displaystyle \delta _{mn}}은 크로네커 델타이다.

### 점화식과 생성함수
라게르 다항식은 다음과 같은 점화식을 따른다.
{\displaystyle L_{n+1}(x)={\frac {1}{n+1}}\left((2n+1-x)L_{n}(x)-nL_{n-1}(x)\right)}
라게르 다항식의 생성함수는 다음과 같다.
{\displaystyle \sum _{n}^{\infty }t^{n}L_{n}(x)={\frac {1}{1-t}}\exp \left({\frac {-tx}{1-t}}\right)}
이를 전개하면 다음과 같은 공식을 얻을 수 있다.
{\displaystyle L_{n}(x)=\sum _{k=0}^{n}{\binom {n}{k}}{\frac {(-1)^{k}}{k!}}x^{k}}

### 갈루아 군
라게르 다항식은 항상 {\displaystyle \mathbb {Q} [x]}의 기약 다항식이다.
라게르 다항식의 갈루아 군은 대칭군이다.
{\displaystyle \operatorname {Gal} (L_{n})\cong \operatorname {Sym} (n)}
라게르 다항식의 미분의 갈루아 군은 대칭군이거나 교대군이다.
{\displaystyle \operatorname {Gal} \left({\frac {d}{dx}}L_{n}\right)\cong {\begin{cases}\operatorname {Sym} (n)&\not \exists k\colon n=4k(k+1)\\\operatorname {Alt} (n)&\exists k\colon n=4k(k+1)\end{cases}}}

## 역사
에드몽 라게르(프랑스어: Edmond Laguerre)가 1878년 도입하였다.

## 응용
라게르 다항식은 양자역학에서 3차원 등방 양자 조화 진동자를 분석할 때 등장한다.

## 같이 보기
- 야코비 다항식
- 에르미트 다항식

## 참고 문헌
1. ↑  Schur, Issai (1930). “Gleichungen ohne Affekt”. 《Sitzungsberichte der Preußischen Akademie der Wissenschaften, Physikalisch-Mathematische Klasse》 (독일어). 1930년: 443–449. JFM 56.0110.02.
2. 1 2  Schur, Issai (1931). “Affektlose Gleichungen in der Theorie der Laguerreschen und Hermiteschen Polynome”. 《Journal für die Reine und Angewandte Mathematik》 (독일어) 165: 52–58. doi:10.1515/crll.1931.165.52. EuDML 149767. ISSN 0075-4102. JFM 57.0125.05. MR 1581272. Zbl 0002.11501.
3. ↑  Laguerre, Edmond (1878). “Sur le transformations des fonctions elliptiques”. 《Bulletin de la Société Mathématique de France》 (프랑스어) 6: 72–78. ISSN 0037-9484.